# Saint-Rivoal
Saint-Rivoal è un comune francese di 177 abitanti situato nel dipartimento del Finistère nella regione della Bretagna.

## Società

### Evoluzione demografica
Abitanti censiti